# К Чёрному морю

Актриса Изольда Извицкая и режиссёр Андрей Тутышкин на съёмках кинофильма «К Чёрному морю», 1957 год.

«К Чёрному морю» — советский кинофильм, лирическая комедия режиссёра Андрея Тутышкина, снятый в 1957 году на киностудии «Мосфильм».

## Сюжет
Хорошенькая Ирина Кручинина (Изольда Извицкая) учится на первом курсе педвуза. Преподаватель этого же института, Константин Александрович Хохлов (Евгений Самойлов), неравнодушен к ней и предлагает отправиться летом вдвоём к Чёрному морю на новенькой «Волге», которую он планирует купить. Ирина с радостью соглашается, но Хохлов не умеет водить машину, и Ирина решает сама записаться в автошколу. Там она знакомится с Николаем Кукушкиным (Анатолий Кузнецов).
Молодые люди чувствуют взаимную симпатию. Ирина проваливает экзамен в автошколе. Хохлов признаётся Ирине в любви, но она отвечает раздражённым отказом. В тот же день ей признаётся в любви Кукушкин; влюблённые до глубокой ночи катаются на его «Москвиче» по Москве и целуются.
Ирина и Николай решают зарегистрировать брак и сразу же отправиться к Чёрному морю на собственных машинах с товарищами по автошколе, а свадьбу сыграть по дороге. В ЗАГСе они узнают, что от подачи заявления до регистрации брака по закону должно пройти не меньше недели. Не меняя планов, компания отправляется в путь.
В придорожном кафе «Привал» устраивается безалкогольный банкет в честь помолвки. На дороге Ирина и Николай встречают девушку-комбайнёра Настю. Она просит подбросить её до МТС за шестерёнкой: «пшеничка осыпается», «за полчаса вернёмся». Ирина с подругами выходит из машины погулять, а Николай везёт девушку. Всё оказывается совсем не просто: нужна подпись директора, директор носится по полям, наступает ночь, склад закрыт, ключ у сторожа…
Пока Николай разыскивает шестерёнку, Бирюковы подвозят Ирину в гостиницу, где должно состояться очередное свадебное застолье. Наступает вечер, потом ночь, — Николая нет, Ирина нервничает, гости изнывают от голода. Зоя Денисовна постоянно намекает, что Николай задерживается из-за девушки. Утром Ирина в отчаянии бежит на дорогу, там она случайно встречается с Хохловым, который нанял водителя и на купленной «Волге» едет в Крым. Ирина просит его увезти её. Тем временем Николай закончил розыски шестерёнки и продолжил путь «на Кавказ», куда, по его мнению, отправилась Ирина.
В крымской гостинице Ирину отказываются поселить: оказывается, в ЗАГСе она оставила свой паспорт у Николая. Хохлов в ужасе: выходит, что он пытался «увести жену от мужа». Ирина ночует на берегу Чёрного моря. Утром она узнаёт, что находится не на Кавказе, а в Крыму, и требует от Хохлова везти её на Кавказ. Николай тем временем узнаёт, что Ирина «на развилке свернула в Крым» и отправляется за ней. Теперь Ирина и Хохлов на Кавказе, а Николай — в Крыму. Ирина решает вернуться в Москву. Николай опять появляется на Кавказе и решает вернуться в Москву. Бирюков оставляет жену: «Ты сплетница, интриганка, мещанка!»
На дороге Николай случайно встречается с Хохловым. Ирина пересаживается в машину Николая и они, обиженные друг на друга, продолжают путь домой, чтобы забрать документы из ЗАГСа.
Им снова встречается девушка-комбайнёр Настя. Ирина понимает, что её подозрения были напрасными, а Настя восхищается «золотым характером» Николая.
Молодые мирятся, а Ирина со смехом представляет, как осенью сообщит Хохлову, что она теперь не Кручинина, а Кукушкина.

## В ролях
- Изольда Извицкая — Ирина Кручинина
- Анатолий Кузнецов — Николай Кукушкин
- Евгений Самойлов — Константин Александрович Хохлов
- Евгения Мельникова — Елена Андреевна, мать Ирины
- Евгений Тетерин — Александр Терентьевич, отец Ирины
- Анатолий Грачёв — Юра Дрожжин, студент, однокурсник Ирины
- Сергей Лукьянов — Бондаренко, механик
- Маргарита Жарова — Екатерина Ивановна, жена Бондаренко
- Леонид Пирогов — Иван Бирюков, майор в отставке
- Нина Агапова — Зоя Денисовна Бирюкова
- Юрий Леонидов — Сергей Постников, экономист
- Вера Петрова — чертёжница Наталья Постникова, его сестра
- Алексей Коротюков — Миша
- Кларисса Киреева — Лена
- Лидия Федосеева-Шукшина — Настя, комбайнёр
- Андрей Тутышкин — директор МТС
- Пётр Савин — Александр Николаевич Стрельников, преподаватель автошколы
- В. Новиков — Митя
- Нина Дорда — вокал (Н. Богословский — В. Коростылёв)

В эпизодах:
- Галина Балашова
- Николай Граббе — инспектор ОРУД
- Георгий Гумилевский — дядя Степан, завскладом
- Александр Лебедев — курсант автошколы
- Борис Новиков — милиционер
- Светлана Харитонова — администратор гостиницы
- Леонид Чубаров — инспектор ОРУД

В титрах не значатся:
- Татьяна Гурецкая — мать Постниковых
- Александра Денисова — старушка[1]
- Гавриил Белов — дед Макар

## Съёмочная группа
- Сценарист — Леонид Малюгин
- Режиссёр — Андрей Тутышкин
- Оператор — Константин Петриченко
- Композитор — Никита Богословский
- Художники — Петр Киселёв, Евгений Серганов
- Директор картины - Аркадий Алексеев

## Песни
- Дорожная («Эта песня — непоседа…») — музыка: Н. Богословский, слова: В. Коростылёв, М. Львовский, исполняют Виктор Беседин и в/к «Улыбка»[2].
- Настоящая любовь в исполнении Нины Дорда.
- Песня в исполнении Владимира Трошина (когда Ирина и Николай гуляют вечером в парке накануне экзамена в автошколе).

## Дополнительные факты
- Цветной
- 2027 метров
- Монозвук

## Критика
В журнале «Искусство кино» в 1958 году вышла статья, посвящённая фильму. Писатель-сатирик Григорий Рыклин утверждал, что «приходится говорить о неудачной кинокомедии» и недоумевал: «Какую мысль положил в основу своего произведения драматург Л. Малюгин? Непонятно. Неясно». Он также писал: «О таких, как Ирина, можно и надо писать кинокомедию. Но это должна быть злая сатира. А сценарист относится к ней душевно, мягко, по-родительски». В фильме отмечались и достоинства: «Удалась в сценарии и фильме Зоя Денисовна … Зою Денисовну хорошо играет артистка Н. Агапова. Вот настоящая сатира! Вот настоящая героиня острой кинокомедии!».
Кинокритик Ростислав Юренев спрашивал: «А что, собственно, утверждает или отрицает кинокомедия „К Чёрному морю“ …, нудно следующая за несколькими молодыми людьми, едущими на юг, влюбляющимися, ошибающимися, но не проявляющими ни интеллекта, ни остроумия, ни даже достаточного озорства?». 
Киновед Александр Фёдоров указывал: «Успех у публики был немалым … Любопытно, что сегодняшние зрители всё ещё спорят об этом фильме».